# Schleuse Carrapatelo
Die Schleuse Carrapatelo liegt im Douro an der Talsperre Carrapatelo.

## Geschichte
Die Schleuse wurde gemeinsam mit dem Staudamm Barragem do Carrapatelo in der Zeit zwischen 1965 und 1972 errichtet und am 18. Juni 1972 von Staatspräsident Américo Tomás eröffnet. Es ist die älteste und zugleich höchste der fünf Schleusen im portugiesischen Teil des Flusses, die die durchgängige Schiffbarkeit vom Atlantik bis zur spanischen Grenze ermöglichen.

## Lage und technische Daten
Die Kammer der Einzelschleuse liegt 65 Flusskilometer oberhalb der Mündung am nördlichen Ufer, hat eine Kammerlänge von 88 m und eine Kammerbreite von 12,1 m. Die Schleuse ist eine Schachtschleuse und hat eine Fallhöhe von max. 35,0 m. Mit dieser Fallhöhe ist sie, nach der Schleuse Saporischschja am Dnepr, die Schleuse mit der zweitgrößten Fallhöhe in Europa. Die Schleusung ist möglich für Wasserfahrzeuge mit einer Länge bis zu 87,00 m, einer Breite von 11,40 m und maximalem Tiefgang von 3,80 m.

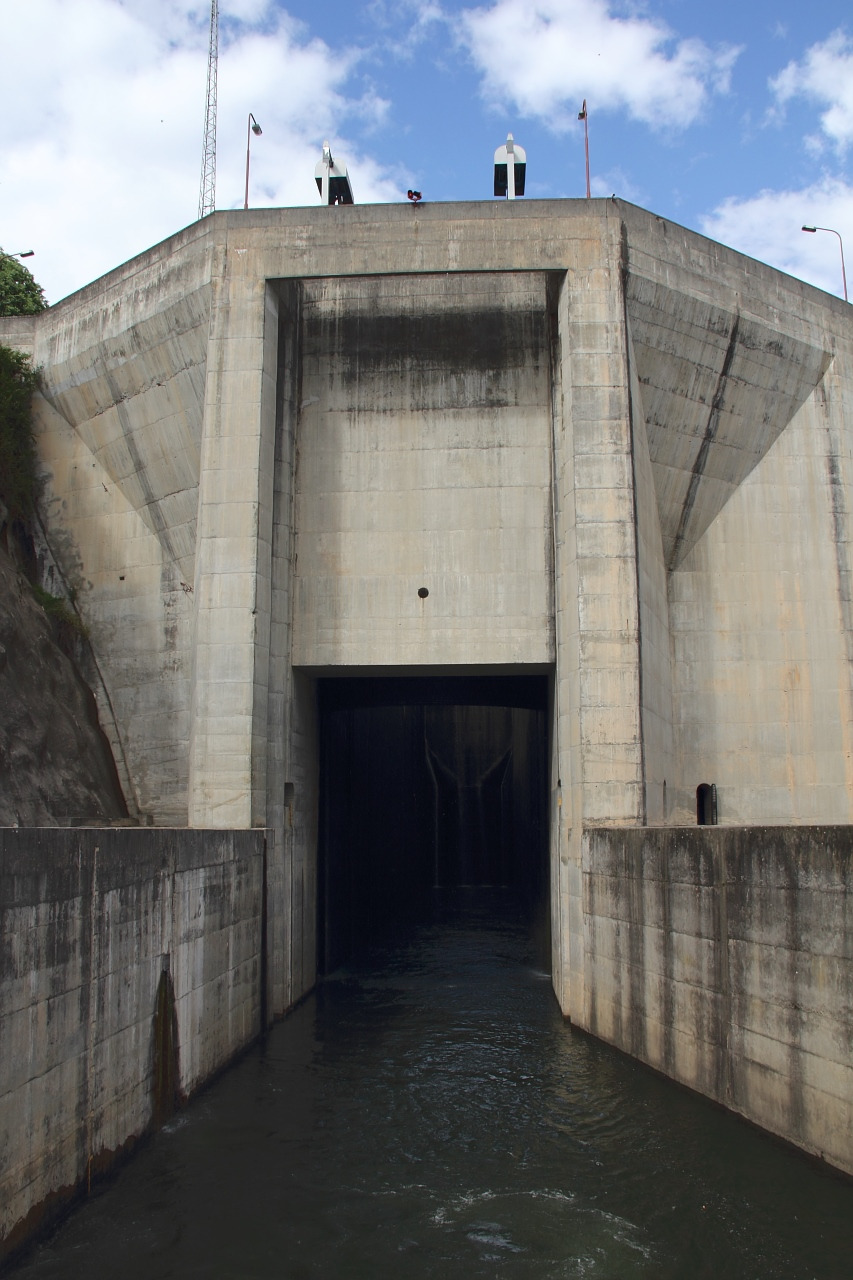
Schleuse Carrapatelo, Einfahrt Unterwasser
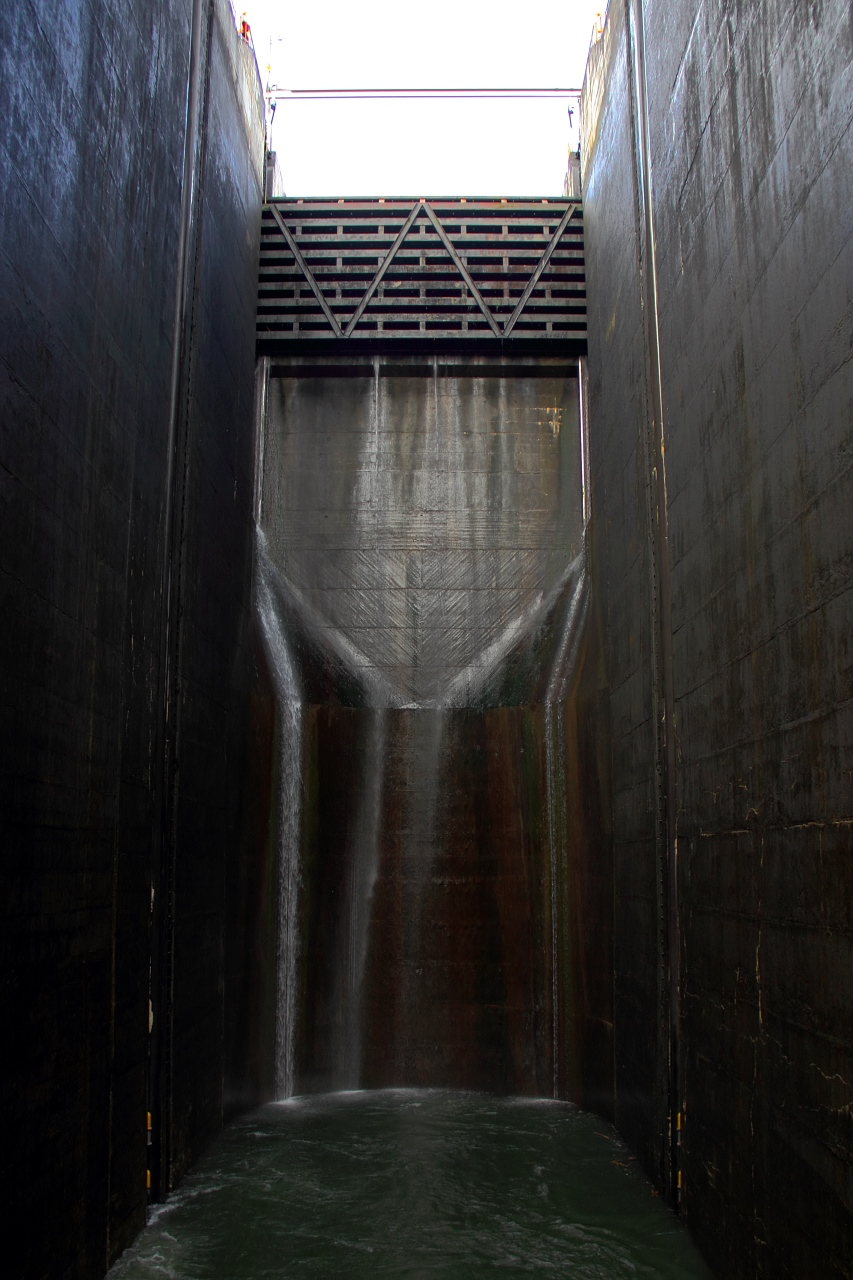
Schleusenkammer Carrapatelo